# Jacek Oko
Jacek Wojciech Oko (ur. 29 sierpnia 1964 w Namysłowie) – polski inżynier elektroniki i telekomunikacji, menedżer i urzędnik państwowy, doktor nauk technicznych, od 2020 prezes Urzędu Komunikacji Elektronicznej.

## Życiorys
W 1989 ukończył studia na Wydziale Elektroniki Politechniki Wrocławskiej, następnie został pracownikiem naukowo-dydaktycznym na tej uczelni. Kształcił się w zakresie zarządzania projektami na The George Washington University School of Business and Public Management i odbył służbę wojskową w Centralnym Ośrodku Szkolenia Wojsk Łączności w Legnicy, zdał egzamin dla członków rad nadzorczych. W 2004 obronił doktorat nauk technicznych, specjalizował się w zakresie systemów multimedialnych i telekomunikacyjnych oraz teorii ruchu telekomunikacyjnego. Został starszym wykładowcą w Instytucie Telekomunikacji i Akustyki Wydziału Elektroniki PWr, zajmował stanowiska kierownicze w Dziale Informatyzacji Politechniki Wrocławskiej oraz Wrocławskim Centrum Sieciowo-Superkomputerowym. Autor publikacji naukowych i kierownik kilku projektów badawczych m.in. z zakresu cyberbezpieczeństwa i nowych technologii. Laureat nagród rektora PWr.
Pracował m.in. w Telefonii Dialog i Telefonii Lokalnej SA jako dyrektor departamentów. Zajmował stanowiska kierownicze w spółkach z branży telekomunikacyjnej, przez rok prowadził też własną działalność w zakresie doradztwa. 18 września 2020 został powołany na stanowisko prezesa Urzędu Komunikacji Elektronicznej (po skróceniu kadencji poprzednika Marcina Cichego).

## Życie prywatne
Jest żonaty, ma syna.